# Carlos Augusto Gambs
Carlos Augusto Gambs foi um engenheiro e arquiteto alemão. Estava a trabalho no Brasil na segunda metade do século XIX. Trabalhou para a Companhia União e Indústria como chefe dos engenheiros e arquitetos na construção da Estrada União e Indústria (1856 - 1861), a primeira rodovia macadamizada da América Latina. No mesmo tempo, a projeção e construção da Villa Ferreira Lage, um edifício do Museu Mariano Procópio, localizado em Juiz de Fora (Minas Gerais), é apontado como sendo de autoria de Carlos Augusto Gambs.